# Distrikt Pomabamba
Der Distrikt Pomabamba liegt in der Provinz Pomabamba in der Region Ancash in West-Peru. Der Distrikt wurde am 21. Februar 1861 gegründet. Er besitzt eine Fläche von 344 km². Beim Zensus 2017 wurden 14.756 Einwohner gezählt. Im Jahr 1993 lag die Einwohnerzahl bei 12.901, im Jahr 2007 bei 14.933. Die Distriktverwaltung befindet sich in der 2948 m hoch gelegenen Provinzhauptstadt Pomabamba mit 5755 Einwohnern (Stand 2017).

## Geographische Lage
Der Distrikt Pomabamba liegt an der Ostflanke der Cordillera Blanca zentral in der Provinz Pomabamba. Der Río Pomabamba durchquert den Distrikt in südöstlicher Richtung. Entlang der westlichen Distriktgrenze verläuft der Hauptkamm der Cordillera Blanca mit den Gipfeln Nevado Taulliraju, Nevado Pucajirca Central und Nevado Pucajirca Norte.
Der Distrikt Pomabamba grenzt im Westen an die Distrikte Santa Cruz und Yuracmara (beide in der Provinz Huaylas), im Nordwesten an die Distrikte San Juan und Sicsibamba (beide in der Provinz Sihuas), im Nordosten an die Distrikte Parobamba und Quinuabamba, im Südosten an die Distrikte Fidel Olivas Escudero und Casca (beide in der Provinz Mariscal Luzuriaga) sowie im Süden an den Distrikt Huayllán. 